# Красновце
Красновце (словац. Krásnovce) — село, громада в окрузі Михайлівці, Кошицький край, Словаччина. Село розташоване на висоті 108 м над рівнем моря. Населення — 600 осіб (99 % — словаки).

## Історія
Перша згадка 1403 року.

## Інфраструктура
У селі є бібліотека та футбольне поле.

## Населення
| Рік:            | 1994. | 2004.   | 2014.   | 2024.   |
| --------------- | ----- | ------- | ------- | ------- |
| Кількість осіб: | 575   | 596     | 617     | 619     |
| Різниця:        |       | +3,65 % | +3,52 % | +0,32 % |

| Рік:            | 2023. | 2024.   |
| --------------- | ----- | ------- |
| Кількість осіб: | 628   | 619     |
| Різниця:        |       | -1,43 % |